# 大吉昭子
大吉 昭子（おおよし あきこ、1976年6月6日 - ）は、北海道で活動するローカルタレント。室蘭市出身。双子座のAB型。
STVラジオ（札幌テレビ放送）第85代ランラン号のレポーター。喜瀬ひろしのときめきワイド月曜～金曜 12時～16時のコーナー「行列のできるランチの店」をはじめ札幌の交通情報などローカルな話題を伝えている。
2006年3月ランラン号卒業。同年4月より2008年3月まで喜瀬ひろしのときめきワイドの中継レポーターとして街の話題等を伝えていた。
2006年10月～2007年3月まではヒートアップミュージック（木曜日）を担当。
2008年4月より土曜・日曜朝のお目覚めミュージックを担当し、2010年3月をもってSTVラジオを離れた。

## 過去に出演の番組
- ときめきワイド レポーター（月～金 12:00～16:00）
- ヒートアップミュージック （木 20:40～21:30）
- お目覚めミュージック （日 5:25～5:35）